# Strelica
Strelicë en albanais et Strelica en serbe latin (en serbe cyrillique : Стрелица) est une localité du Kosovo située dans la commune/municipalité de Kamenicë/Kosovska Kamenica, district de Gjilan/Gnjilane (Kosovo) ou district de Kosovo-Pomoravlje (Serbie). Selon le recensement kosovar de 2011, elle compte 47 habitants.

## Démographie

### Évolution historique de la population dans la localité
| 1948 | 1953 | 1961 | 1971 | 1981 | 1991 | 2011 |
| ---- | ---- | ---- | ---- | ---- | ---- | ---- |
| 188  | 217  | 232  | 223  | 207  | 198  | 47   |

|  |

### Répartition de la population par nationalités (2011)
En 2011, les Albanais représentaient 63,83 % de la population et les Serbes 36,17 %.